# Mycastor nealces
Mycastor nealces is een vlindersoort uit de familie van de prachtvlinders (Riodinidae), onderfamilie Riodininae.
Mycastor nealces werd in 1871 beschreven door Hewitson.